# 托莫爾國家公園
托莫爾國家公園是阿爾巴尼亞的國家公園，位於該國南部，成立於1956年，面積261平方公里，有狼、赤狐、野豬、西方狍、野山羊、兔、金雕、貓頭鷹、雀鷹等野生動物棲息。